# Mortes em dezembro de 2009
Mortes em 2009: ← Janeiro – Fevereiro – Março – Abril – Maio – Junho – Julho – Agosto – Setembro – Outubro – Novembro – Dezembro →
A lista a seguir relaciona pessoas notáveis que morreram em dezembro de 2009:

Lombardi, Locutor de rádio e TV brasileiro.

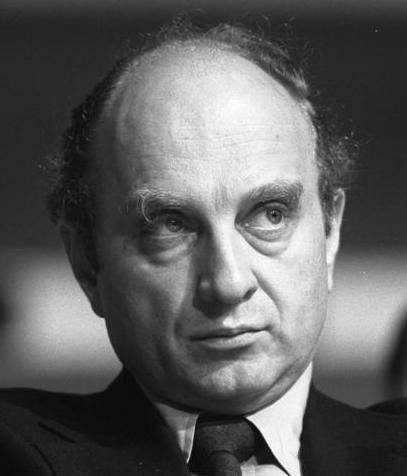
Otto Graf Lambsdorff, membro do Partido Democrata Livre.

Luiz Carlos Alborghetti, jornalista brasileiro.

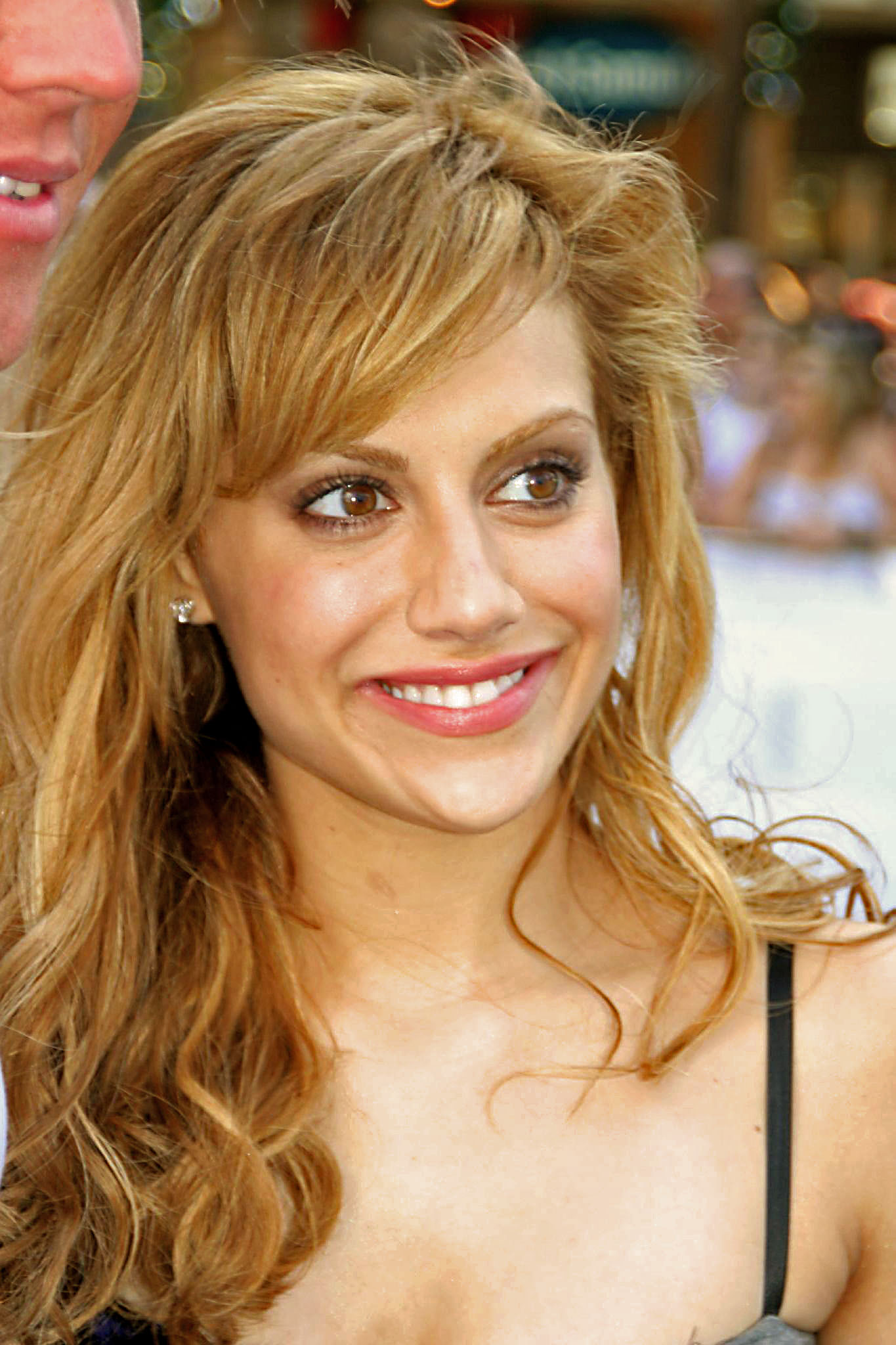
Brittany Murphy, atriz americana.

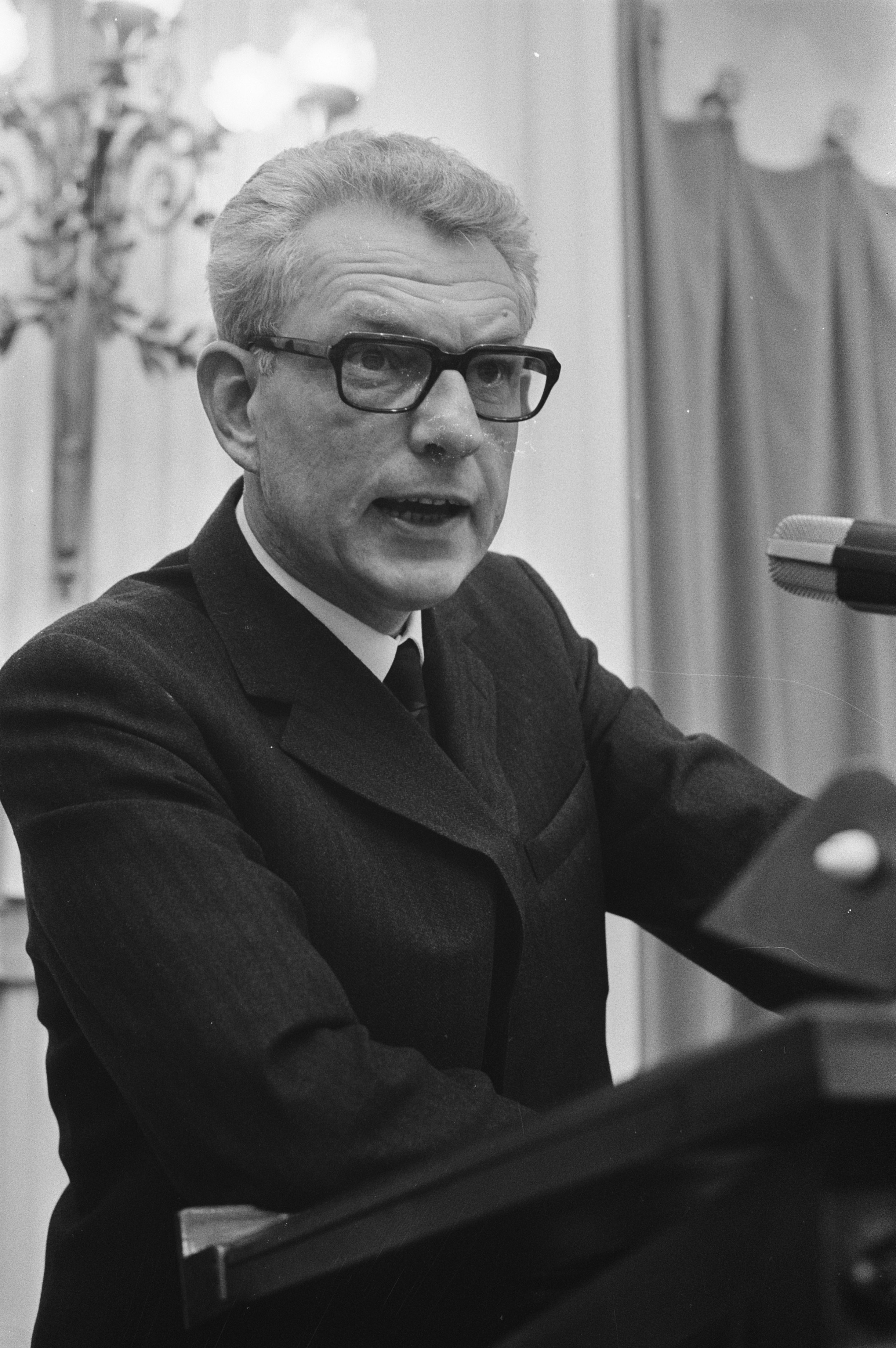
Marcus Bakker, político holandês.

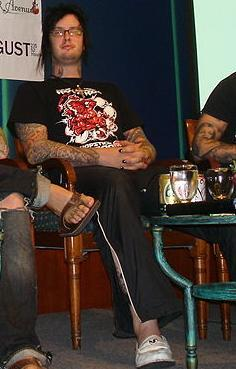
The Rev, baterista norte-americano.

| Dia | Nome                      | Profissão ou motivo de reconhecimento         | Nacionalidade  | Ano de nasc. | Ref    |
| --- | ------------------------- | --------------------------------------------- | -------------- | ------------ | ------ |
| 1   | Donald Washington Sr.     | Músico                                        | Estados Unidos | 1930         | [ 1 ]  |
| 1   | Éva Szörényi              | Atriz                                         | Hungria        | 1917         | [ 2 ]  |
| 1   | Shilendra Kumar Singh     | Político                                      | Índia          | 1932         | [ 3 ]  |
| 2   | Eric Woolfson             | Músico                                        | Escócia        | 1945         | [ 4 ]  |
| 2   | Foge Fazio                | Jogador de futebol americano                  | Estados Unidos | 1938         | [ 5 ]  |
| 2   | Lombardi                  | Locutor de rádio e TV                         | Brasil         | 1940         | [ 6 ]  |
| 3   | Estêvão Cardoso de Avelar | Bispo                                         | Brasil         | 1917         | [ 7 ]  |
| 3   | Leila Lopes               | Atriz                                         | Brasil         | 1959         | [ 8 ]  |
| 3   | Luis María Bandrés        | Político                                      | Espanha        | 1944         | [ 9 ]  |
| 3   | Richard Todd              | Ator                                          | Irlanda        | 1919         | [ 10 ] |
| 4   | Eddie Fatu                | Wrestler                                      | Samoa          | 1973         | [ 11 ] |
| 4   | Jordi Solé Tura           | Político e jurista                            | Espanha        | 1930         | [ 12 ] |
| 4   | Vyacheslav Tikhonov       | Ator                                          | Rússia         | 1928         | [ 13 ] |
| 5   | Manuel Prado de Carvajal  | Político e empresário                         | Espanha        | 1931         | [ 14 ] |
| 5   | Otto Graf Lambsdorff      | Político                                      | Alemanha       | 1926         | [ 15 ] |
| 5   | Vimolchatra               | Princesa                                      | Tailândia      | 1921         | [ 16 ] |
| 6   | Rupprecht Geiger          | Pintor                                        | Alemanha       | 1908         | [ 17 ] |
| 7   | Mark Ritts                | Ator                                          | Estados Unidos | 1946         | [ 18 ] |
| 8   | Elza Cansanção Medeiros   | Veterana da II Guerra Mundial                 | Brasil         | 1921         | [ 19 ] |
| 9   | Eugenio Laugerud          | Ex-presidente                                 | Guatemala      | 1930         | [ 20 ] |
| 9   | Gene Barry                | Ator                                          | Estados Unidos | 1919         | [ 21 ] |
| 9   | Luiz Carlos Alborghetti   | Apresentador e político                       | Brasil         | 1945         | [ 22 ] |
| 9   | Onofre Cândido Rosa       | Bispo                                         | Brasil         | 1924         | [ 23 ] |
| 9   | Piotr Krzywicki           | Político                                      | Polónia        | 1964         | [ 24 ] |
| 9   | Rodrigo Carazo Odio       | Ex-presidente                                 | Costa Rica     | 1926         | [ 25 ] |
| 10  | MC Pelé                   | Cantor                                        | Brasil         | 1965         | [ 26 ] |
| 11  | Jamil Haddad              | Político                                      | Brasil         | 1926         | [ 27 ] |
| 12  | Klavdiya Boyarskikh       | Esquiadora                                    | Rússia         | 1939         | [ 28 ] |
| 13  | Paul Samuelson            | Economista                                    | Estados Unidos | 1915         | [ 29 ] |
| 14  | Daniel Piscopo            | Político                                      | Malta          | 1920         | [ 30 ] |
| 14  | Dominique Zardi           | Ator                                          | França         | 1930         | [ 31 ] |
| 14  | Minami Keizi              | Quadrinista                                   | Brasil         | 1945         | [ 32 ] |
| 15  | Alan A'Court              | Futebolista                                   | Inglaterra     | 1934         | [ 33 ] |
| 15  | Arnaldo Ribeiro           | Bispo                                         | Brasil         | 1930         | [ 34 ] |
| 15  | Oral Roberts              | Religioso                                     | Estados Unidos | 1918         | [ 35 ] |
| 16  | Roy E. Disney             | Empresário                                    | Estados Unidos | 1930         | [ 36 ] |
| 16  | Vladimir Turchinsky       | Ator e fisiculturista                         | Rússia         | 1963         | [ 37 ] |
| 16  | Yegor Gaidar              | Político                                      | Rússia         | 1956         | [ 38 ] |
| 17  | Amin al-Hafiz             | Ex-presidente                                 | Síria          | 1921         | [ 39 ] |
| 17  | Chris Henry               | Jogador de futebol americano                  | Estados Unidos | 1983         | [ 40 ] |
| 17  | Jennifer Jones            | Atriz                                         | Estados Unidos | 1919         | [ 41 ] |
| 18  | José Bardina              | Ator                                          | Venezuela      | 1939         | [ 42 ] |
| 18  | Luiz Fabiano              | Cantor e compositor                           | Brasil         | 1942         | [ 43 ] |
| 19  | Hussein Ali Montazeri     | Aiatolá                                       | Irão           | 1922         | [ 44 ] |
| 19  | Kim Peek                  | Savant                                        | Estados Unidos | 1951         | [ 45 ] |
| 19  | Lincoln Gordon            | Diplomata                                     | Estados Unidos | 1913         | [ 46 ] |
| 20  | Arnold Stang              | Ator                                          | Estados Unidos | 1918         | [ 47 ] |
| 20  | Brittany Murphy           | Atriz                                         | Estados Unidos | 1977         | [ 48 ] |
| 20  | James Gurley              | Guitarrista                                   | Estados Unidos | 1939         | [ 49 ] |
| 21  | Ann Nixon Cooper          | Ativista dos direitos humanos                 | Estados Unidos | 1902         | [ 50 ] |
| 21  | Edwin Krebs               | Nobel de Fisiologia/Medicina                  | Estados Unidos | 1918         | [ 51 ] |
| 21  | Jaime Agudelo             | Comediante                                    | Colômbia       | 1925         | [ 52 ] |
| 21  | Marianne Stone            | Atriz                                         | Inglaterra     | 1922         | [ 53 ] |
| 22  | Luis Francisco Cuéllar    | Político                                      | Colômbia       | 1940         | [ 54 ] |
| 22  | Mick Cocks                | Músico                                        | Austrália      | 1955         | [ 55 ] |
| 24  | Marcus Bakker             | Político                                      | Países Baixos  | 1923         | [ 56 ] |
| 24  | Rafael Caldera Rodríguez  | Ex-presidente                                 | Venezuela      | 1916         | [ 57 ] |
| 24  | Terry Lawless             | Empresário                                    | Inglaterra     | 1933         | [ 58 ] |
| 25  | Vic Chesnutt              | Cantor                                        | Estados Unidos | 1964         | [ 59 ] |
| 26  | Muíbo César Cury          | Radialista                                    | Brasil         | 1929         | [ 60 ] |
| 26  | Jacques Sylla             | Ex-primeiro-ministro                          | Madagáscar     | 1946         | [ 61 ] |
| 26  | Giuseppe Chiappella       | Futebolista e treinador                       | Itália         | 1924         | [ 62 ] |
| 28  | The Rev                   | Baterista                                     | Estados Unidos | 1981         | [ 63 ] |
| 29  | Akmal Shaikh              | Empresário                                    | Reino Unido    | 1956         | [ 64 ] |
| 30  | Abdurrahman Wahid         | Ex-presidente                                 | Indonésia      | 1940         | [ 65 ] |
| 30  | Steve Williams            | Wrestler                                      | Estados Unidos | 1960         | [ 66 ] |
| 30  | Bessie Blount Griffin     | Fisioterapeuta, cientista forense e inventora | Estados Unidos | 1914         | [ 67 ] |
| 31  | Mikhail Vartanov          | Cineasta                                      | Rússia         | 1937         | [ 68 ] |